# Thoth
Thoth (Tehuty, Tahuti, Tehuti, Techu, Tetu), là vị thần cai quản Mặt Trăng trong tín ngưỡng Ai Cập cổ đại. Ông là thần của pháp thuật, văn tự và kiến thức, được gọi là "Vị thần của Thánh thư".
Ông thường xuất hiện với hình dạng một người đàn ông với cái đầu của loài cò quăm, hay một con khỉ đầu chó (con vật thiêng của Ai Cập).

## Gia đình
Thoth được cho là chồng của nữ thần Seshat, một vị thần đảm nhiệm những vai trò như ông. Họ có một người con là Hornub. Tại Hermopolis, ông lấy nữ thần bảo vệ Nehmauit, con của họ là thần Neferhor. Ông cũng đôi khi được coi là chồng của Ma'at trong một số tài liệu.

Thoth

## Thần thoại
Theo thần thoại, ông được xem là một vị thần sáng tạo. Dưới hình dạng một con cò quăm, ông đã ấp một quả trứng, và vị thần mặt trời Ra nở ra từ đó. Thoth được cho là đã tự tạo nên mình thông qua sức mạnh của lời nói. Khi Thoth cất tiếng hát, 8 vị thần Ogdoad được sinh ra, đó là Nun - Naunet, Heh - Hauhet, Kuk - Kuaket, và Amun - Amunet.
Mặt trăng và mặt trời ban đầu được coi là mắt trái và phải của Horus. Trong trận giao tranh với người chú, Set, Horus bị Set xé rách mắt trái. Thoth đã dùng phép phục hồi con mắt của ông. Về sau, Thoth trở thành vị thần đại diện cho mặt trăng, có lẽ vì cái mỏ quặp của cò quăm được liên tưởng như vầng trăng lưỡi liềm. Các nhà khảo cổ đã tìm thấy hàng ngàn xác ướp của loài cò quăm châu Phi được chôn vào thời Hậu nguyên (664 – 332 TCN).
Trong khi Osiris và Isis là người đã mang nền văn minh đến cho nhân loại, thì Thoth là người tạo nên các văn bản về y học, nghi lễ và pháp thuật. Ông thậm chí được cho là đã phát minh ra âm nhạc (liên kết với Hathor). Ông còn là thần bảo trợ của những người ghi chép. Theo truyền thuyết, Seshat vợ ông mới là người sáng tạo nên chữ viết và con số, Thoth là người dạy cho người dân cách viết và đọc. Ông cùng vợ mình chịu trách nhiệm trông coi "Thư viện của các vị thần".
Ông có trách nhiệm ghi chép phán quyết của tòa án xét xử người chết dưới địa ngục Duat và là một trong 42 vị thẩm phán tối cao. Thoth được gọi với nhiều tên như "Vị thần của sự cân bằng". Ngoài ra, ông cũng là người ghi chép những chuyện của các vị thần, nên được gọi là "Giọng nói của Ra" hay "Cố vấn của Ra" (cùng với Ma'at), và thường cùng Ra đi trên con thuyền Mặt trời. Người ta cho rằng, Thoth được Ra cho quyền cai trị một phần của địa ngục, đại diện cho Ra ở thế giới bên kia Lúc này thì Ma'at lại được xem là vợ ông.

### Giúp đỡ thần Nut
Khi thấy Geb và Nut ôm nhau say đắm, thần Ra vô cùng tức giận đã lệnh cho Shu phải chia tách họ ra. Khi biết Nut có thai, Ra tuyên bố Nut "sẽ không sinh con vào bất cứ ngày nào trong năm". Bấy giờ, 1 năm chỉ có 360 ngày. Thoth biết được chuyện nên đã tìm cách giúp bà. Ông cùng thần Mặt trăng Khonsu đánh cờ, và quy ước nếu Khonsu thua thì phải đưa cho Thoth một phần ánh sáng của mình.
Thoth là vị thần trí tuệ nên Khonsu đã thua ông rất nhiều lần, và số ánh trăng thu được đủ tạo thêm 5 ngày nữa. Trong 5 ngày này, Nut đã hạ sinh 5 vị thần: Osiris, Isis, Set, Nephthys và trong một số truyền thuyết, có cả Horus. Về sau, khi các giáo phái khác nhau hình thành, Horus trở thành con trai của Isis và Osiris. 

### Thuyết phục Tefnut
Do bất đồng với cha mình là thần Ra, nữ thần Tefnut đã rời bỏ Ai Cập và mang hết nguồn nước tới Nubia, khiến đất đai trở nên khô cằn. Bà sống tại Nubia với hình hài một con sư tử cái, giết những động vật và người dân xung quanh để uống máu họ. Ra hối hận đã sai Shu và Thoth đi tìm bà. Shu và Thoth biến thành khỉ đầu chó và bắt đầu tìm kiếm vị nữ thần này.
Khi gặp 2 người, Tefnut từ chối quay về vì bà cho rằng mình đang sống rất hạnh phúc tại đây. Thoth cố gắng thuyết phục bà, hứa sẽ tổ chức một buổi lễ thật linh đình nếu bà đồng ý. Cuối cùng bà cũng chấp nhận quay về. Cả 3 theo đường nước sông Nile trở về,khắp các thành phố và mang nước cho họ.

### Setna và Sách của thần Thoth[2]
Thoth là tác giả của những câu thần chú trong "Sách chết" và "Sách thở" (cũng được cho là của Isis). Sách của thần Thoth là quyển sách ghi lại tất cả những gì bí ẩn trong vũ trụ này, được cho là chôn trong một ngôi mộ gần Memphis. Bất cứ ai đọc nó sẽ trở thành pháp sư quyền lực nhất trên thế giới, nhưng sẽ bị nguyền rủa bởi sự hiểu biết của họ. Cuốn sách này được nhiều người cho là "Viên ngọc lục bảo của Thoth", một tác phẩm có tính xác thực đáng ngờ.

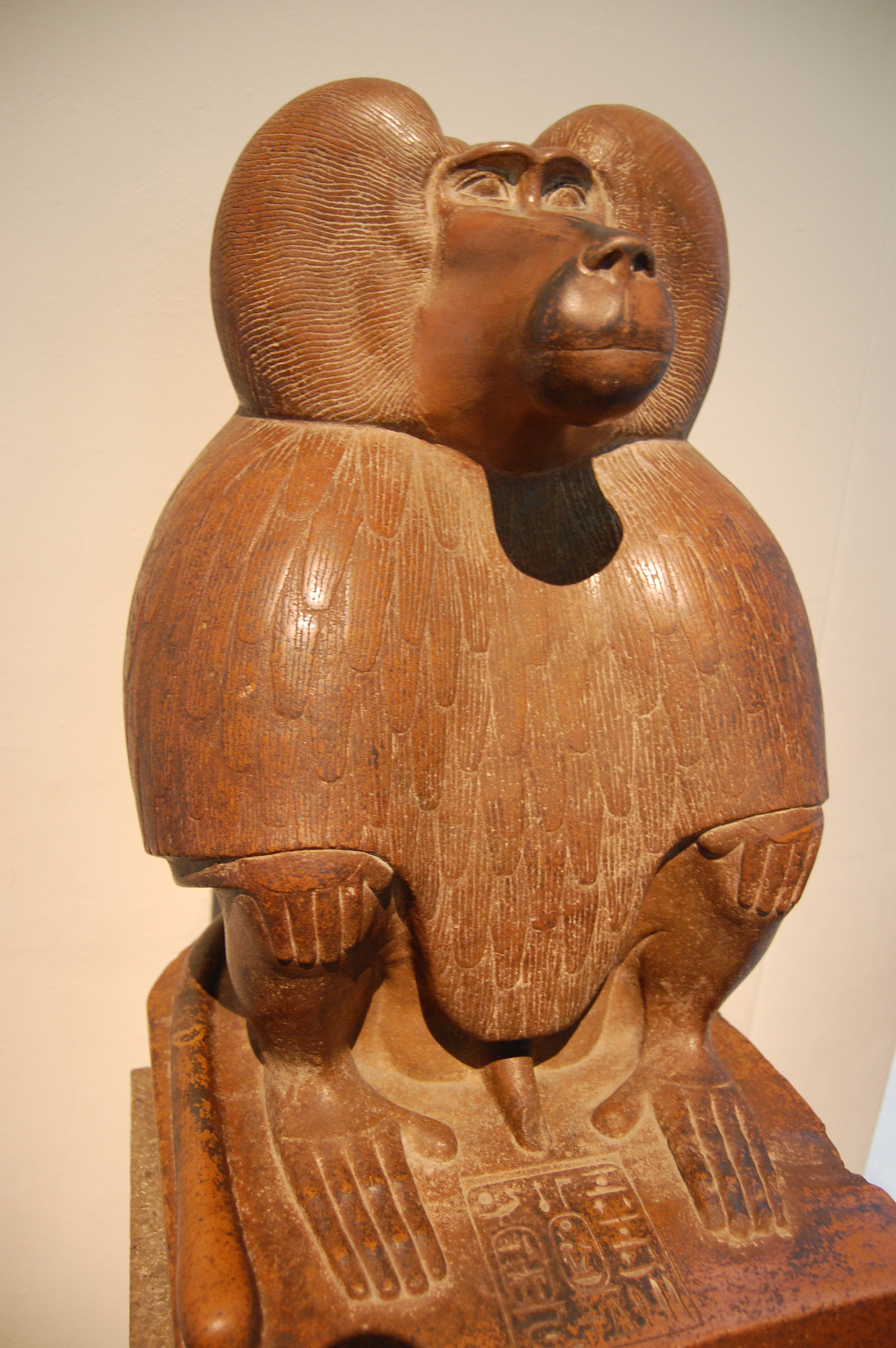
Hiện thân của Thoth dưới hình dạng của khỉ đầu chó (tượng bằng đá quartzit, Bảo tàng Anh)

Tương truyền, pharaoh Ramesses II có một hoàng tử tên Setna, là người có thể giải mã được hết tất cả những văn tự bí mật cổ xưa mà các thầy tư tế của những vị thần không tài nào biết được.
Tình cờ một hôm, Setna đọc được những dòng văn tự trên một cuộn giấy, kể về câu chuyện của hoàng tử Neferkeptah, con một vị pharaoh cách đây hơn trăm năm. Nefrekeptah đã đọc Sách của Thoth, nhờ đó có một năng lực vô biên, có thể hiểu được tiếng của chim thú và có thể hồi sinh cả người chết. Cuốn sách đó đã được chôn cùng Nefrekeptah tại Memphis.
Cùng với người anh em trai Anhureau, cả 2 tìm cách đột nhập vào khu hầm mộ của Neferkeptah. Khi vào trong, họ nhìn thấy xác ướp của ông ta và vợ con. Người vợ của Neferkeptah đã nói rằng: "Chớ có lấy Sách của Thoth, Setna. Nó sẽ mang lại rắc rối cho ngươi như chính Neferkeptah, người đang nằm đây. Hãy cẩn thận !". Bà đã kể rằng chính chồng bà đã từng ăn cắp quyển sách thần và đọc được những phép thuật trong đó nhưng điều này đã khiến Thoth nổi giận. Thần đã trừng phạt cả gia đình Neferkeptah bằng chính cái chết.
Tuy nhiên, câu chuyện đó đã không ngăn cản được ý định ban đầu của Setna, chàng vẫn tiến tới chỗ để của cuốn sách và đến lúc chàng gần lấy được nó thì xác uớp của Neferkeptah bỗng bật dậy, ông ta nói với chàng rằng: "Hãy chơi với ta 4 trận kéo co, nếu ngươi thắng, ngươi có thể lấy quyển sách đi".
Setna đã cố hết sức lực nhưng chàng không thể thắng được xác uớp của Neferkeptah. Anh ta đã hét gọi người anh em của mình: "Anhureau, nhanh lên! Mau lấy cho ta cái bùa hộ mạng của thần Ptah. Chỉ có nó mới cứu được ta, nhanh lên !". Anhureau nhanh chóng lấy cái bùa đeo vào cổ Setna, ngay lập tức phép thuật của Neferkeptah biến mất, Setna nhanh chóng lấy quyển sách và chạy ra khỏi khu hầm mộ.
Một ngày nọ, khi Setna đang ngồi nghỉ trong một ngôi đền, anh ta gặp 1 cô gái rất đẹp, tên là Tabubua. Cô gái đã khiến Setna phải lòng ngay lập tức và chàng đã cố thuyết phục cô ta lấy mình. Tabubua đồng ý với điều kiện là vợ con của anh phải chết. Khi uống cạn chén rượu mà Tabubua đưa, anh ta ngất đi ngay lập tức. Khi tỉnh dậy, Setna thấy mình nằm khỏa thân trên sa mạc, bên cạnh một xác chết.
Khi về cung điện của mình, thấy vợ và con vẫn sống khỏe, anh ta mới sực tỉnh và quyết định trả lại cuốn sách thần chú đó về chỗ cũ. Nghe theo lời của cha, hoàng tử Setna đem trả lại cuốn sách cho Neferkeptah. Sau đó, anh đã bịt kín lối đi vào hầm mộ. Vô tình một cơn bão cát đã biến nơi đó thành một gò đất hoàn hảo, không giống như một ngôi mộ nào. Kể từ đó, không ai còn nhìn thấy cuốn sách của thần Thoth nữa.